# Журавлик (приток Баранчи)
Журавлик (вогульское, старое название Жаравль) — река в Свердловской области России (Кушвинский городской округ). Устье реки находится в 49 км по правому берегу реки Баранча. Длина реки составляет 10 км. Высота истока составляет 343 метра над уровнем моря, устья — 242 метра. Основной приток — речка Берёзовая.
Речка Журавлик впадает в реку Баранча (знаменитый волок войска казачества под руководством атамана Ермака).
Согласно историческим летописям о Сибири, именно по этой речке после перевала от реки Серебряная казаки протащили свои легкие струги и грузы на реку Баранча.
В районе страшного лога (недалеко от устья Журавлика, казаки поделали плоты и далее на плотах сплавились до реки Тагил